# Trilacuna aenobarba
Trilacuna aenobarba is een spinnensoort in de taxonomische indeling van de Dwergcelspinnen (Oonopidae). De wetenschappelijke naam van de soort werd voor het eerst geldig gepubliceerd in 1978 door Brignoli.
De soort komt voor in Bhutan.